# Keila Calaça
Keila Silva dos Nascimento Calaça (ur. 1994) – brazylijska zapaśniczka walcząca w stylu wolnym. 
Złota medalistka mistrzostw Ameryki Południowej w 2017 i srebrna w 2016 roku.